# Coelops hirsutus
Coelops hirsutus је сисар из реда слепих мишева (Chiroptera) и фамилије Hipposideridae.

## Угроженост
Подаци о распрострањености ове врсте су недовољни.

## Распрострањење
Ареал врсте је ограничен на једну државу. 
Филипини су једино познато природно станиште врсте.

## Станиште
Станиште врсте су шуме.